# Seyhan Kurt
Seyhan Kurt (Bourgoin-Jallieu, 1971. december 16. –)  francia-török költő, író, antropológus és szociológus.
A franciaországi Grenoble-ban, Bourgoin-Jallieu településen született. A lyoni École de Jean Jaurès-ben tanult. Festészetet Franciaországban, dramaturgiát és művészettörténetet Izmirben tanult. 1992-ben és 1993-ban a Mersin Állami Képzőművészeti Galériában két önálló kiállításon állította ki festményeit absztrakt stílusban és olajfestmény technikával. Francia nyelvet és irodalmat, szociológiát és antropológiát tanult. Építészettel és városi kultúrával kapcsolatos kutatásokat végzett Olaszországban és Görögországban. Mesterdiplomáját az Ankarai Egyetem Nyelv, Történelem és Földrajz Karán, az Antropológiai Tanszéken szerezte. Jean Baudrillard szimulációs elméletével és a fogyasztói társadalommal foglalkozott. Cikkeket írt a filmről, az építészetről, a bevándorlásról és a modern művészetről. Utolsó könyve A háztartástól az anyaországig, amelyet 2021-ben adott ki az İletişim Publication. Könyvét egy tokiói folyóiratban (The Review of Life Studies) megjelent cikkben mutatta be Ahmet Testici.
A könyvről Seyhan Kurttal készített interjúkat a Mediascope TV, az Artfulliving, a Bisavblog és a Hürriyet újságok tették közzé.

## Könyvei
- (1993) Kapa Gözlerini "Shut Your Eyes"
- (1995) Destinos "destiny"
- (1999) Hüznün Sözyitimleri "Speechlessness of Sadness"
- (2002) On Jean Baudrillard (unpublished thesis)
- (2002) El Ilani "Hand-Out"
- (2004) Bizden Geçen Sular "Waters Running Through Us"
- (2012) Seyyah "The Voyager"
- (2017) Herkese ve Hiç Kimseye "To Everyone and No one"
- (2021) Haneden Ev Haline:"Türk Evi”nde Mimari, Düzenleme, Pratik From Household to Home State: Architecture, Arrangement and Practice in "Turkish House" "